# Nawsiegda!
Nawsiegda! – album studyjny rosyjskiej grupy muzycznej Niczja, wydany 11 października 2004 roku nakładem wydawnictwa muzycznego BMG. Album zawiera 10 premierowych kompozycji zespołu oraz dwa dodatkowe utwory bonusowe.
Wydawnictwo promowane było singlami „Niczja” oraz „Nikomu Nikogda”. Album uzyskał sprzedaż 60 000 egzemplarzy.

## Lista utworów
Opracowano na podstawie materiału źródłowego.
1. „Możno lubit'” („Можно любить”)
2. „Snieg” („Снег”)
3. „Niczja” („Ничья”)
4. „Odin Odin” („Один Один”)
5. „Nikomu Nikogda” („Никому Никогда”)
6. „Ty gdie-to riadom” („Ты где-то рядом”)
7. „Wsio wriemia” („Всё время”)
8. „Naczinaj mienia” („Начинай меня”)
9. „Niet” („Нет”)
10. „Nawsiegda” („Навсегда”)
11. „Nikomu Nikogda” („Никому Никогда”) (Globass Club Mix)
12. „Niczja” („Ничья”) (Globass Chillout Mix)